# صموئيل إروين
صموئيل إروين (بالإنجليزية: Samuel Irwin)‏ هو جراح ولاعب اتحاد الرغبي وطبيب عسكري وسياسي بريطاني (وحمل سابقاً جنسية المملكة المتحدة لبريطانيا العظمى وأيرلندا)، ولد في 3 يوليو 1877، وتوفي في 21 يونيو 1961. انتخب عضو برلمان أيرلندا الشمالية.